# Собор Вознесения Девы Марии (Кур)
Собор Вознесения Девы Марии (нем. Kathedrale St. Mariä Himmelfahrt zu Chur) — кафедральный собор римско-католического епископства Кур, расположенный в одноимённом городе в швейцарском кантоне Граубюнден.
Существующая ныне церковь была возведена по инициативе епископа Адальготта (нем. Adalgott, 1151—1160) в период между 1150 и 1272 годами на месте предшествовавшего ей здания собора епископа Телло (нем. Tello) VIII века, который, в свою очередь, сменил здесь церковь середины V века, выстроенную на фундаментах римского каструма.
С архитектурной точки зрения собор представляет собой сдержанную по исполнению позднероманскую трёхнефную базилику, строительство которой — согласно археологическим данным — продвигалось в несколько этапов, начавшись с восточной части здания; тем самым, существующая постройка постепенно сменила собой церковь VIII века. С южной стороны к церкви примыкает часовня св. Лаврентия и двухэтажная ризница. Особенностью собора является явное смещение хора на север по отношению к главному нефу, что может быть объяснено сложностями рельефа.
В 1828/29 годах на фундаментах старой колокольни начала XVI века, пострадавшей при пожаре 1811 года, была выстроена новая башня с её типичным навершием, которая и по сей день определяет облик всего сооружения.
Собор был кардинально отреставрирован в 1921—1926, и — повторно — в 2001—2007 годах.
Внешнее убранство главного (западного) фасада определяет арочный портал 1250 года, обрамлённый двенадцатью тонкими колоннами. Тимпан украшен кованой решёткой 1730 года с изображением Девы Марии и обоих небесных патронов епископства Кур — святых Луция Курского и Флорина Ремюсского. Несколько выше располагается занимающее значительную часть фасада витражное окно.
Во внутреннем убранстве выделяется высокий резной деревянный алтарь 1492 года работы Якоба Русса (нем. Jakob Ruß, либо Ruoss, или Ruess). Пространство под хором занято под двучленную крипту, в Средние века использовавшуюся как место захоронения членов влиятельных в княжестве-епископстве дворянских родов (министериалов). Значительную историко-культурную ценность представляют также мраморные надгробные плиты VIII века (вероятно, из предшествующего здания собора), считающиеся шедевром лангобардской пластики, позднеготическая дарохранительница 1484 года, а также фрагменты фресок так называемого Вальтенсбургского мастера 1330—1340 годов и потолочная роспись боковых нефов собора, созданная в XVII столетии.
Оба соборных органа были построены в 2007 году.